# 第2次チャーチル内閣
第2次チャーチル内閣（だいにじチャーチルないかく）は、ウィンストン・チャーチルが第63代首相に任命され、1951年10月26日から1955年4月7日まで続いたイギリスの内閣。
1951年イギリス総選挙で保守党が勝利したことによって成立した。また、この内閣の時に国王ジョージ6世が崩御し、女王エリザベス2世が即位した。